# Gyrophaena barberi
Gyrophaena barberi är en skalbaggsart som beskrevs av Charles Hamilton Seevers 1951. Gyrophaena barberi ingår i släktet Gyrophaena och familjen kortvingar. Inga underarter finns listade i Catalogue of Life.